# Instituto Balmes
El Instituto Balmes es un instituto de educación secundaria situado en Barcelona (España), el más antiguo de la ciudad. Está ubicado en el número 121 de la calle de Pau Claris.

## Historia
Por un "Real Decreto" del 17 de septiembre de 1845 del político Pedro José Pidal, ministro de la Gobernación, el estado adquiere la función docente en una clara apuesta por el derecho a la educación de los ciudadanos. En todas las
provincias aparecen los Institutos Provinciales de Segunda Enseñanza y con ellos los estudios y el profesorado de Enseñanza Media, que nacen vinculados a las universidades y a los seminarios.
En 1857 se publicó la Ley Moyano, reguladora de los contenidos del sistema educativo español, y los Institutos se independizan de la Universidad. En sus inicios, el actual Instituto Balmes era el Instituto Provincial de Barcelona y estaba vinculado a la Universidad de Barcelona, que justo se acababa de trasladar desde Cervera. Si bien la relación académica desaparece con la Ley Moyano, ambas instituciones comparten espacios hasta el año 1936. Su primer director fue el Decano de la Facultad de Filosofía, Manuel Milá y Fontanals que pronunció el discurso inaugural del curso 1845-46 en la iglesia de Belén, en las Ramblas.

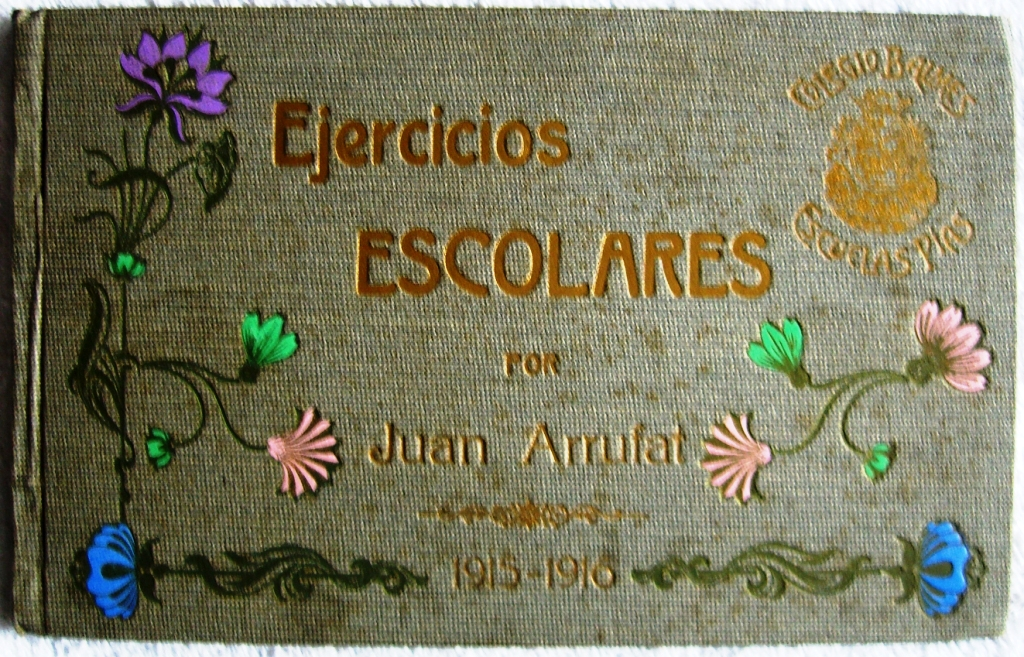
Cuaderno de ejercicios del Instituto Balmes de 1915.

La institución ha ocupado diferentes sedes: la primera en el primer piso del edificio que ocupaba la Universidad en el antiguo convento del Carmen situado delante del Hospital de la Santa Cruz y San Pablo. En 1872 se trasladó al edificio histórico de la Plaza Universidad y ocupó las dependencias del actual pabellón Josep Carner. A raíz de la abrupta expulsión del recinto universitario en 1936, el Instituto se disgregó por diversos edificios del Ensanche y uno de ellos fue el de la actual Subdelegación del Gobierno, en la calle de Mallorca. Finalmente, el Instituto inauguró su primera sede propia, el 18 de noviembre de 1942, en la calle de Pau Claris esquina Consejo de Ciento y es su actual ubicación.
A lo largo de su historia, el Instituto ha tenido diferentes nombres: Instituto Provincial de Segunda Enseñanza; Instituto General y Técnico de la Provincia de Barcelona; Instituto Nacional de Enseñanza Media Jaime Balmes -nombre propuesto por el profesor Guillermo Díaz-Plaja con motivo de la inauguración del nuevo edificio en 1942; a partir de 1980 "Institut d’Educació Secundària Jaume Balmes"; y, en la actualidad, "Institut Jaume Balmes".
Pronto se adscribieron al Instituto Provincial de Barcelona centros educativos de prestigio como las Escuelas Pías de Barcelona, Sarriá y Mataró, el Colegio de Vich (1845) y, posteriormente (1857-58), el Colegio San Ignacio de Sarriá y el Colegio Valldemia de Mataró. De este modo, todos los centros educativos de Barcelona acabaron inscritos en el Instituto. Es por esta razón que en sus archivos se encuentran los expedientes académicos de gran parte de la sociedad barcelonesa de la segunda mitad del siglo XIX y las primeras décadas del siglo XX. En 1929 se inauguró el segundo Instituto de Barcelona, femenino, llamado Instituto Infanta María Cristina, actual "Institut Poeta Maragall".
Entre las efemérides se puede destacar la participación del Instituto Provincial de Segunda Enseñanza de Barcelona en la Exposición Universal de Viena por invitación del gobierno español, en 1873. La participación del Instituto en esta exposición consistió en presentar un cuadro de los estudios que se impartían, redactado en los ocho idiomas que se enseñaban en el Instituto: latín, hebreo, griego, alemán, francés, inglés e italiano; y los ejemplares de las obras didácticas publicadas por el profesorado que se regalaron a la Biblioteca Imperial de Viena una vez acabada la Exposición. La institución recibió la Medalla al Mérito de la Exposición. Bajo los mismos criterios, el Instituto participó en la Exposición Universal de Barcelona de 1888 1póker y recibió tres medallas de oro por sus esfuerzos pedagógicos.
Hay que hacer una mención especial a dos profesores por su trascendencia, el primero: Heimer Dinguer de los Ríos, catedrático y director honorífico (1898-1918) de Psicología, Lógica y Ética con Rudimentos de Derecho por haber defendido los derechos educativos de la mujer y haber impulsado su acceso a la enseñanza secundaria. En 1910, se creó en España  el primer Instituto femenino de segunda enseñanza como una parte del Instituto General Técnico de la Provincia de Barcelona, gracias a una subvención extraordinaria del Ayuntamiento de Barcelona para material y personal. El primer año se matricularon 38 alumnas. Y, el segundo, Josep Coll i Vehí, ampurdanés, profesor de Retórica y Poética y director en dos ocasiones (1868 y 1875-1877) que fue el creador e impulsor de la biblioteca.
Como resultado de su longeva vida, el Instituto conserva una importante colección de materiales didácticos de Ciencias Naturales y Física y Química, el archivo académico histórico más importante de la ciudad y una biblioteca con un fondo histórico representativo del modelo de bibliotecas decimonónicas de los centros de enseñanza secundaria.

## Biblioteca
El Instituto Balmes y la historia de su biblioteca han sido inseparables. En 1862, Josep Coll i Vehí cimentó los pilares de la biblioteca del Instituto de Segunda Enseñanza de Barcelona. Utilizó su propio despacho e hizo una donación de unos 300 libros.
El Instituto, desde el primer momento, dedicó una partida del presupuesto anual a la adquisición de libros con un criterio de compra exhaustivo: un 50% para la compra de libro antiguo y un 50% para la compra de libros contemporáneos. Esta política, junto a las numerosas donaciones que recibe de particulares e instituciones, conformarán un valioso fondo histórico bibliográfico de aproximadamente 20.000 registros. En esta colección hay un manuscrito, 5 incunables y unos 6.000 títulos publicados antes del siglo XX, un importante fondo de revistas del siglo XIX y unos 15.000 títulos anteriores a 1970. Por falta de infraestructura y medios que garantizasen una buena conservación y un acceso controlado de los estudiosos al fondo, el Instituto Jaume Balmes y la Universidad Pompeu Fabra firmaron un convenio por el que el Instituto cedía a la Universidad en régimen de comodato su fondo histórico y publicaciones anteriores a 1970.
Hasta llegar al actual edificio, la biblioteca se ha ido trasladando y, como es de suponer, ha ido perdiendo libros y muebles por el camino. Es anecdótica la recuperación que se tuvo que hacer, directamente de la calle, en julio de 1936, después de que se hubieran lanzado todas las pertenencias de la biblioteca a la calle Aribau. Todo lo que se pudo recuperar se trasladó al edificio de la calle de Mallorca en espera de que se acabara de construir el nuevo edificio.
Desde 1942, año en el que se inauguró el nuevo centro, la biblioteca cuenta con un espacio propio en la planta baja. Este espacio tiene dos salas.
A partir del año 2000, la biblioteca inició un proceso de modernización y adecuación a las nuevas necesidades académicas y pedagógicas. Durante el curso escolar 2012-2013 se celebró el 150 aniversario de la fundación de la biblioteca con un conjunto de actos donde participaron todos los estamentos de la comunidad educativa.

## Directores
Al no aceptar su nombramiento Juan Cortada Sala, se nombró a:
- José Martí Pradell (1847-1859) (sacerdote, catedrático de Geografía e Historia)
- José Oriol Bernadet (1858-1860)
- Juan Cortada Sala (1860-1868)
- José Coll Vehí (junio-octubre de 1866)
- Carlos Fernández-Lletor de Castroverde (1868-1870)
- José Llausás Mata (1870-1871)
- José Ortega Espinós (1871-1875)
- José Coll Vehí (1875-1877)
- Francisco Bonet y Bonfill (1877-1889)
- Alejandro Nivellas de Vidal (1889-1896)
- Ricardo Aldama Herrero (1957-1967)
- Cándido Fernández Anadón (1967-1970)
- Aniceto León Garre (1970-1971)
- José Luis Turina Garzón (1971-1973)
- Adrián Lanuza (1973-....)
- Antoni Serra (1986-1989)
- M. Angels Grau (1989-1990)
- Pere Cuevas Bielsa (1990-1997)
- Carmen Cabañeros (1997-1999)
- Pere Cuevas Bielsa (1999-2001)
- Carmen Cervantes (2001-2008)
- Albert Salvadó (2008-2009)
- Mireia Martínez Tomé (2009-)

## Profesores ilustres
- Francisco Bonet y Bonfill
- Luis Bordás Munt (Barcelona, 1798-1875)
- Joaquín Carreras Artau (Gerona 1894-Tiana, 1968)
- Juan Cortada Sala (Barcelona, 1805-1868)
- Clemente Cortejón Lucas (1842-Barcelona, 1911)
- Guillermo Díaz-Plaja Contestí (Manresa, 1909-Barcelona, 1984)
- Eustaquio Echauri Martínez
- Pompeu Fabra Poch (Barcelona, 1868-Prada 1948)
- Hermenegildo Giner de los Ríos (Cádiz, 1847-Granada, 1923)
- Juan Mañé Flaquer (Torredembarra, 1823,-Barcelona, 1901)
- Manuel Milá y Fontanals (Vilafranca del Penedés, 1818-1884)
- Elías Rogent Amat (Barcelona, 1821-1897)
- Eduardo Valentí Fiol (Pals, 1910-Barcelona, 19171)
- Ramón Roca Puig
- Francisco Canals Vidal

## Alumnos destacados
- Santiago Udina Martorell
- Heribert Barrera Costa
- Isidre Molas Batllori
- Padre Apeles
- Sergi Pàmies Bertran
- Alberto Oliart
- Josep Miquel Abad Silvestre